# Commercio romano con l'India

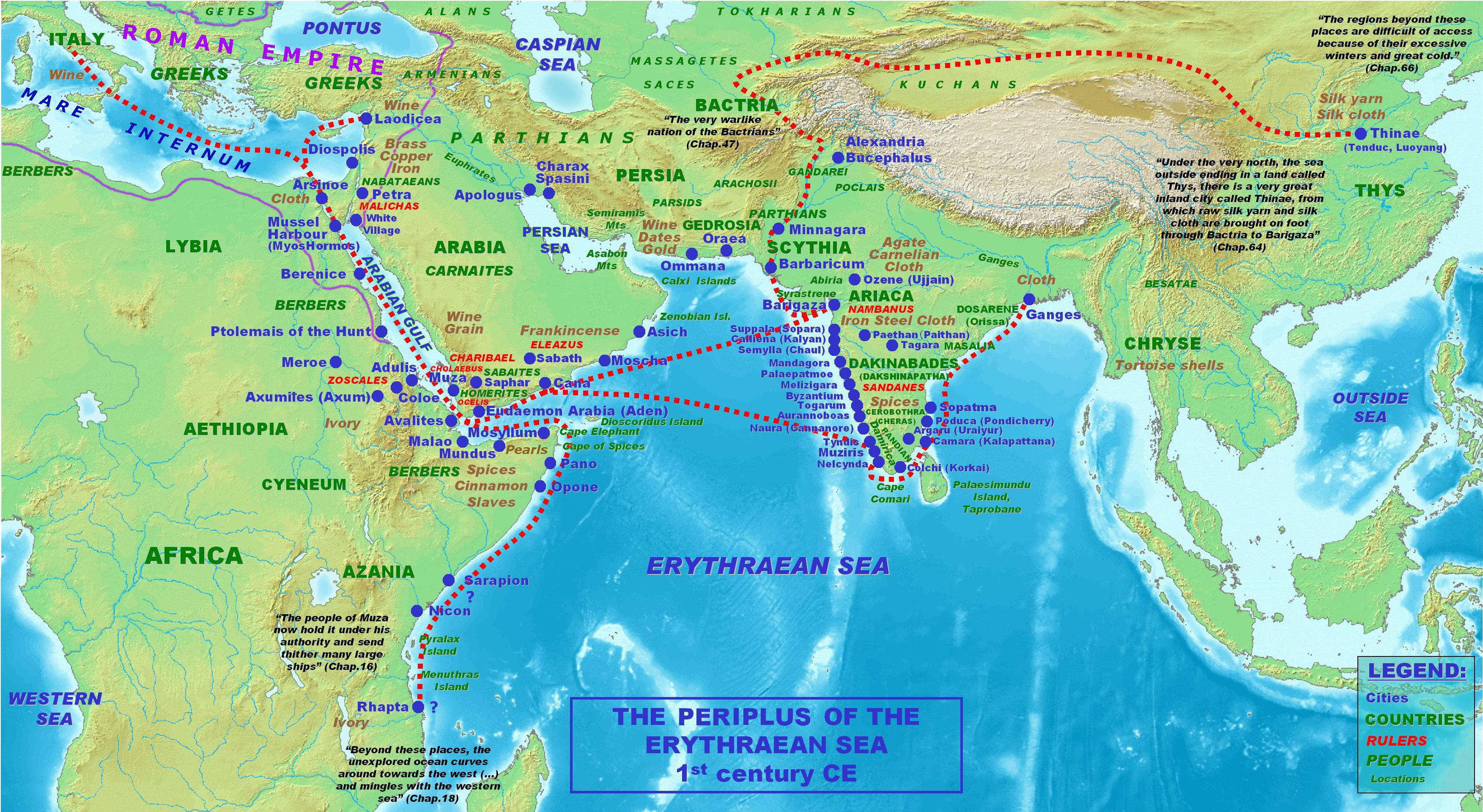
Commercio romano con l'India secondo il Periplus maris erythraei, I secolo

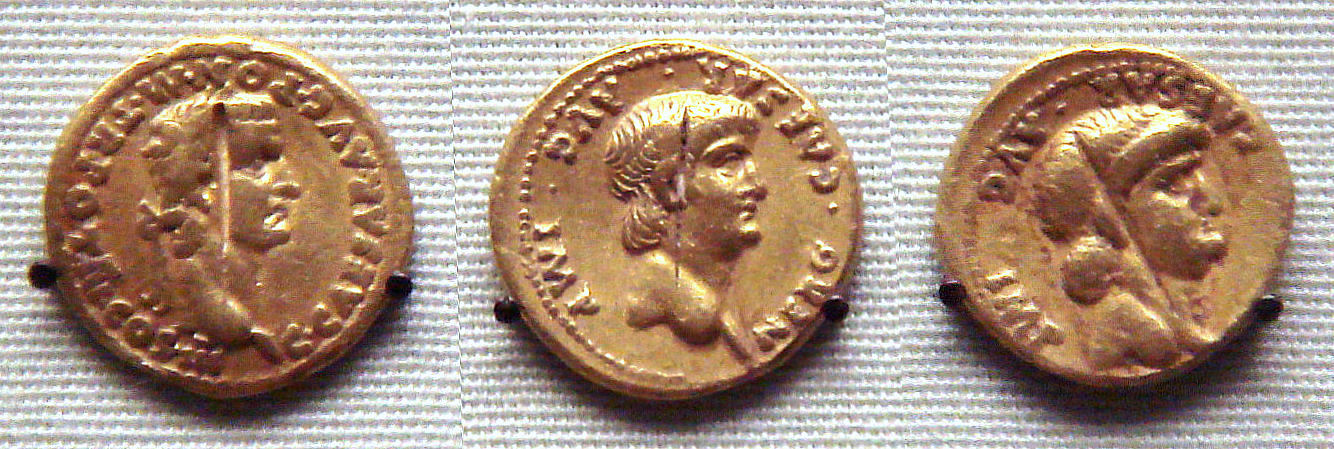
Monete d'oro romane ritrovate a Pudukottai, Tamil Nadu, India. Una moneta raffigurante Caligola (37-41 d.C.) e due raffiguranti Nerone (54-68). British Museum.

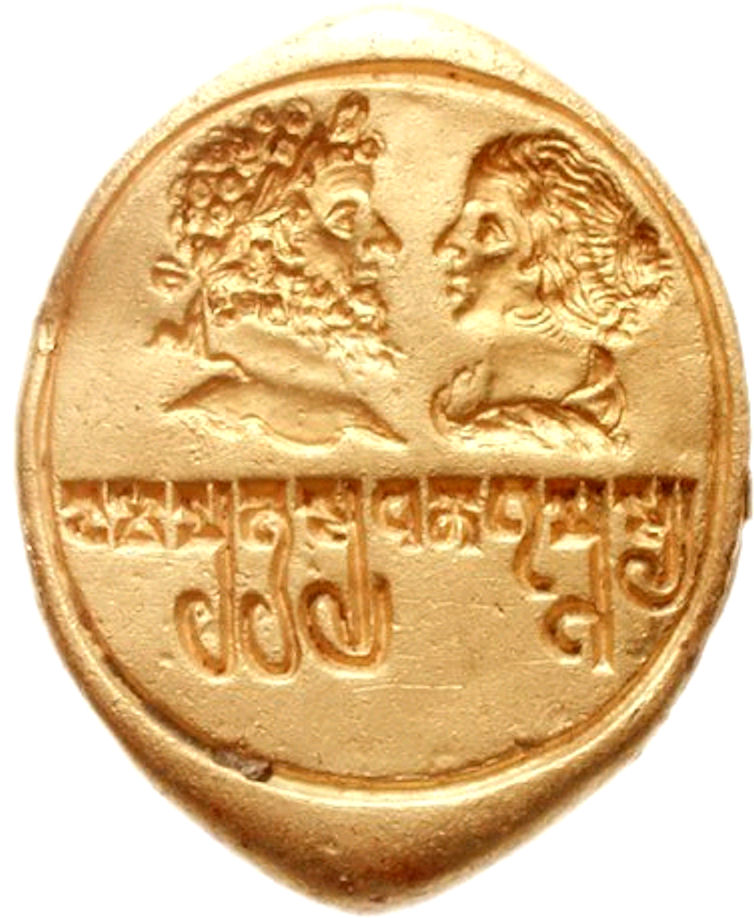
Anello kusano con ritratti di Settimio Severo e Giulia Domna.

Il commercio romano con l'India (si veda anche rotta delle spezie e la via dell'incenso) iniziò all'incirca sul finire del I secolo a.C., in seguito alla fine della dinastia tolemaica e all'inclusione dell'Egitto nell'Impero romano operata da Augusto. L'uso dei monsoni ai fini della navigazione, che permetteva un viaggio più sicuro di quello lungo e pericoloso seguendo le coste, favorì il commercio tra India e Roma. I commercianti romani si stabilirono nell'India meridionale, fondando insediamenti commerciali che sopravvissero a lungo anche dopo la caduta dell'impero romano e la perdita da parte di Roma dei porti sul Mar Rosso, usati in precedenza per rendere sicure le tratte con l'India fin dai tempi della dinastia tolemaica.
Questa via meridionale permise di aumentare il commercio tra l'antico Impero romano e il subcontinente indiano a tal punto che politici e storici romani documentarono il proprio disappunto per la perdita di oro e argento usati per acquistare seta e viziare le mogli romane e così la nuova via andò eclissando quella terrestre fino a soppiantarla completamente.
Come testimonia Strabone, l'imperatore romano Augusto ricevette ad Antiochia un ambasciatore di un re dell'India meridionale chiamato Pandyan da Dramira. La regione del Pendyas, Pandi Mandala, era descritta come Pandyan Mediterranea nel Periplo e Modura Regia Pandyan di Tolomeo. Sopravvissero anche alla perdita dei porti in Egitto e nel Mar Rosso (c. 639-645 d.C.) da parte dei bizantini causate dalla pressione dell'espansione islamica. Qualche tempo dopo la cessazione delle comunicazioni tra il regno cristiano di Axum e l'Impero romano d'Oriente nel VII secolo, il Regno di Axum cadde lentamente in rovina, fino a svanire nell'oblio, secondo quanto riportato nelle fonti occidentali. Sopravvisse, nonostante la pressione delle forze islamiche, fino all'XI secolo quando venne riconfigurato durante un conflitto dinastico. Le comunicazioni ripresero dopo la ritirata delle forze musulmane.

## Contesto storico
Regno di Tolomeo I
     Regno dell'impero seleucide

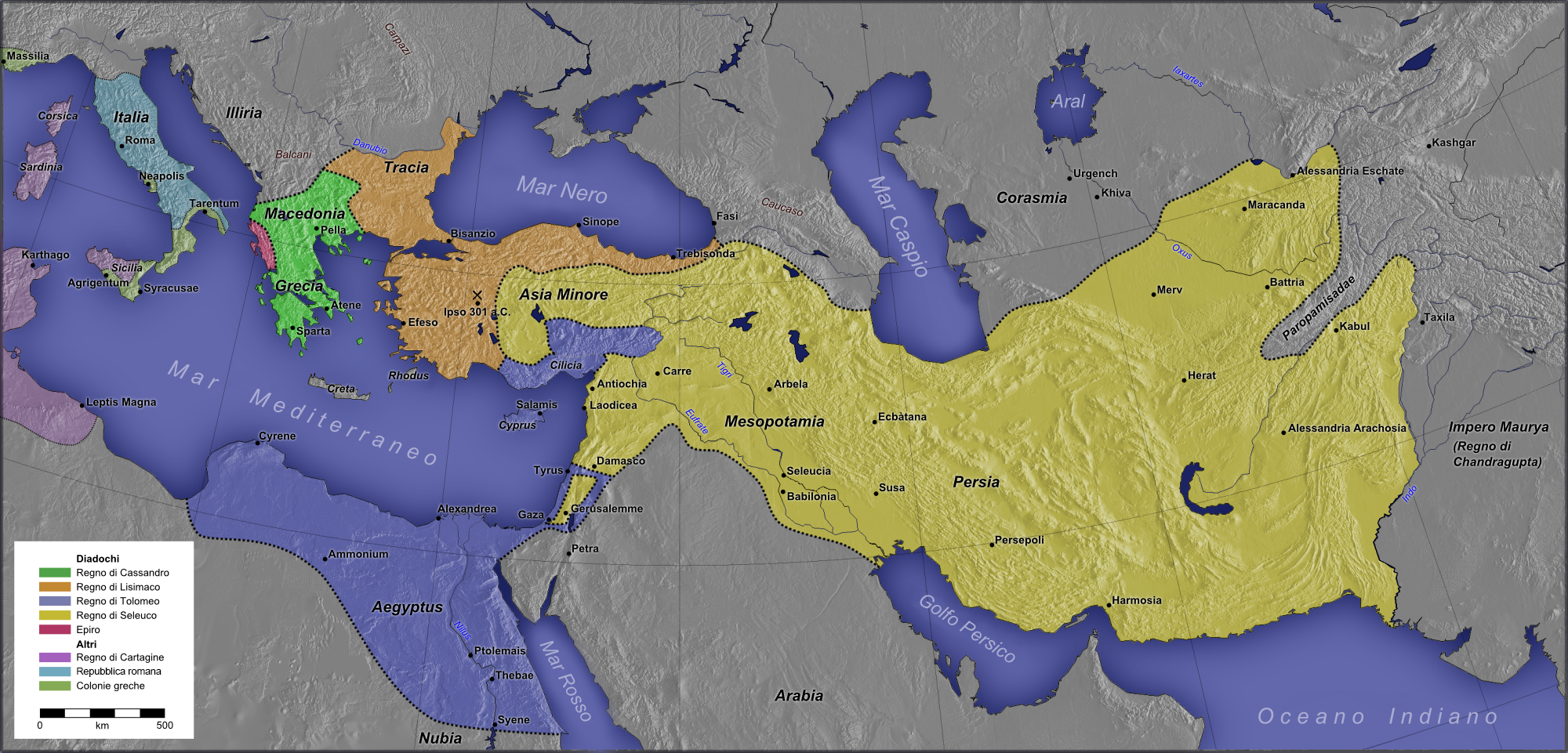
Le dinastie seleucide e tolemaica controllavano la rete commerciale verso l'India prima della creazione dell'Egitto romano.
Regno di Tolomeo I
Regno dell'impero seleucide

La dinastia seleucide controllava una sviluppata rete commerciale con l'India, già esistente in passato quando era sotto il dominio persiano degli Achemenidi. La dinastia tolemaica, che controllava le parti occidentali e settentrionali delle tratte commerciali con l'Arabia meridionale e con l'India, iniziò a esplorare la possibilità di stabilire rotte commerciali con l'India prima del coinvolgimento romano, ma secondo lo storico Strabone il volume del commercio greco-indiano non era comparabile a quello delle successive rotte romane.
Il Periplus maris erythraei cita un periodo in cui il commercio navale tra India ed Egitto non comportava una navigazione diretta. I materiali da commerciare venivano spediti ad Aden:
La dinastia tolemaica sviluppò il commercio con l'India attraverso i porti del Mar Rosso. Con la creazione della provincia romana dell'Egitto, i romani ereditarono i porti e questa rotta commerciale sviluppandola ulteriormente.
Geografi classici come Strabone e Plinio il Vecchio erano solitamente lenti nell'aggiornare le loro opere con nuove informazioni e, dalla loro posizione di studiosi illustri, apparivano prevenuti nei confronti degli umili mercanti e i loro resoconti topografici. La Geografia di Tolomeo rappresenta una sorta di rottura con questo, in quanto dimostra un'apertura nei confronti di questi racconti e non sarebbe stato in grado di tracciare il golfo del Bengala in modo così accurato senza il contributo dei commercianti. Dunque, probabilmente non sorprende il fatto che Marinus e Tolomeo si basarono sulla testimonianza di un marinaio greco chiamato Alessandro per raggiungere "Cattigara" (molto probabilmente Oc Eo, Vietnam, dove sono stati scoperti manufatti romani del periodo Antonino) nel Magnus Sinus (cioè il golfo del Siam e Mar Cinese Meridionale) situato a est del Chersoneso Aureo (penisola malese). Nel Periplo del Mar Eritreo, risalente al I secolo d.C., l'anonimo autore che parla greco, un mercante dell'Egitto romano, fornisce dei vividi resoconti delle città commerciali dell'Arabia e dell'India, includendo tempi di percorrenza da fiumi e città, indicazioni su dove ancorare, la posizione delle corti reali, descrizioni di stili di vita dei locali e tipi di beni che si trovano nei loro mercati, e i periodi migliori durante l'anno per salpare dall'Egitto verso queste regioni per sfruttare i monsoni, tanto che è chiaro come si tratti di qualcuno che abbia visitato molti di questi luoghi.

## Era cristiana (o Era Volgare)

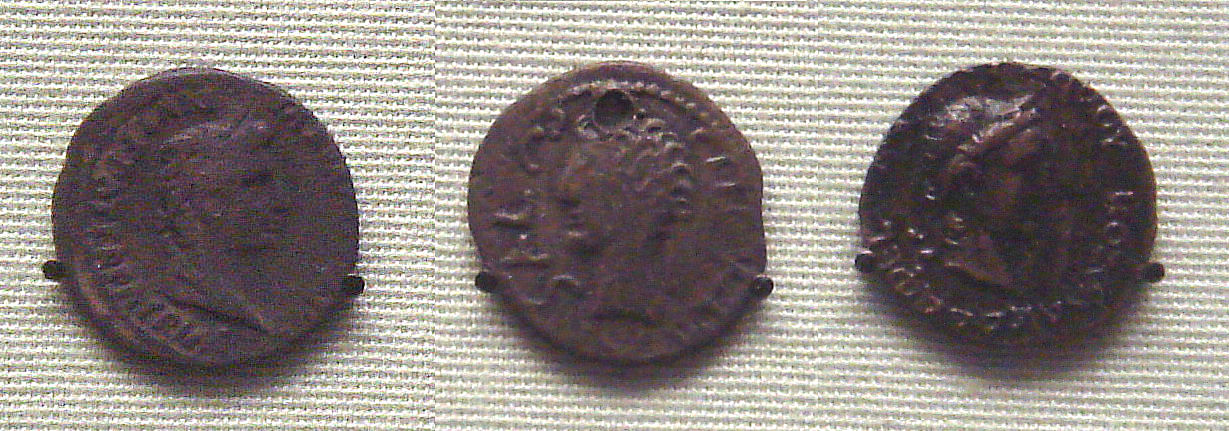
Denarius d'argento raffigurante Tiberio (14-37 d.C.) ritrovato in India. Copia indiana dello stesso, I secolo d.C.. Moneta raffigurante il re kusano Kujula Kadphises che copia una moneta di Augusto.

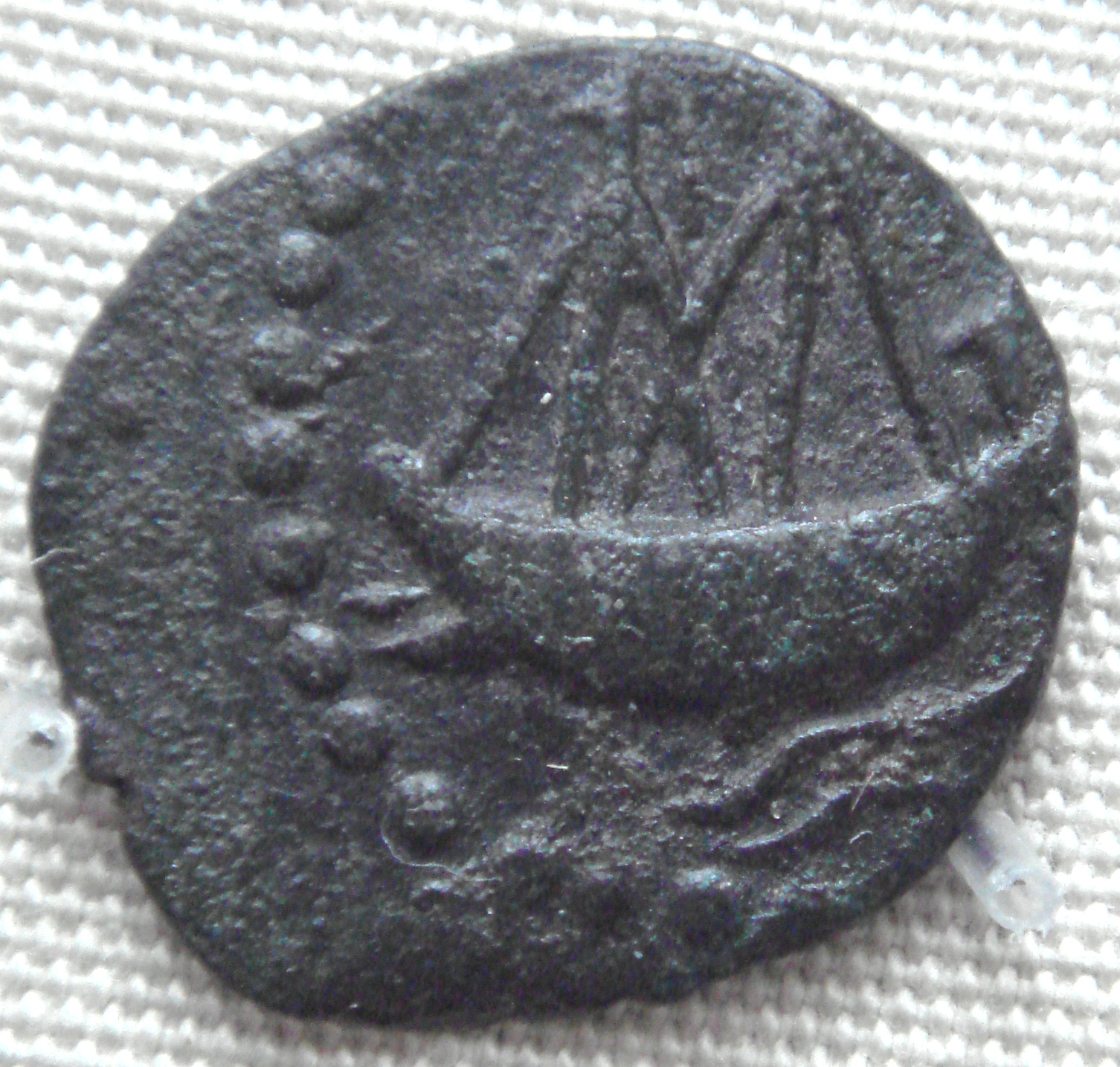
Imbarcazione indiana su moneta di piombo di Vasisthiputra Sri Pulamavi, I-II secolo d.C.

Prima dell'espansione romana, i vari popoli del subcontinente avevano già stabilito dei rapporti commerciali marittimi piuttosto solidi con altri stati. L'aumento significativo dell'importanza dei porti indiani, tuttavia, non si ebbe fino all'apertura del Mar Rosso da parte dei greci e alle conquiste romane in quanto allo sfruttamento dei monsoni stagionali della regione. I primi due secoli dell'era volgare indicano un marcato incremento nel commercio marittimo tra l'India occidentale e l'est romano. L'espansione del commercio fu resa possibile dalla stabilità portata nella regione dall'Impero romano a partire dal regno di Augusto (27 a.C. - 14 d.C.) che permise nuove esplorazioni e la creazione di monete d'oro e d'argento.
La costa occidentale dell'India attuale viene menzionata spesso in letteratura, come per esempio, nel Periplo del Mar Eritreo. La regione era nota per le sue forti correnti di marea, onde turbolente e fondali marini rocciosi che erano pericolosi per la navigazione. Le ancore delle navi venivano prese dalle onde e si staccavano facilmente, provocando il capovolgimento dell'imbarcazione o causando naufragi. Ancore di pietra sono state ritrovate vicino a Bet Dwarka, un'isola situata nel golfo di Kutch, che provenivano da navi scomparse in mare. Sono state svolte esplorazioni attorno a Bet Dwarka sia vicino alla riva che in alto mare a partire dal 1983. I ritrovamenti includono degli oggetti di piombo e pietra sepolti nei sedimenti, considerati essere delle ancore a causa dei fori assiali. Sebbene sia poco probabile che i resti della chiglia del relitto siano sopravvissuti, le esplorazioni in mare del 2000 e 2001 hanno prodotto sette anfore di misura diversa, due ancore di piombo, quarantadue ancore di pietra di diverso tipo, una serie di cocci e un lingotto di piombo circolare. I resti delle sette anfore avevano una struttura spessa e grezza con una superficie ruvida che veniva usata per esportare vino e olio dall'Impero romano. Gli archeologi hanno concluso che la maggior parte di queste erano anfore da vino, dato che l'olio d'oliva era molto meno richiesto nel subcontinente.

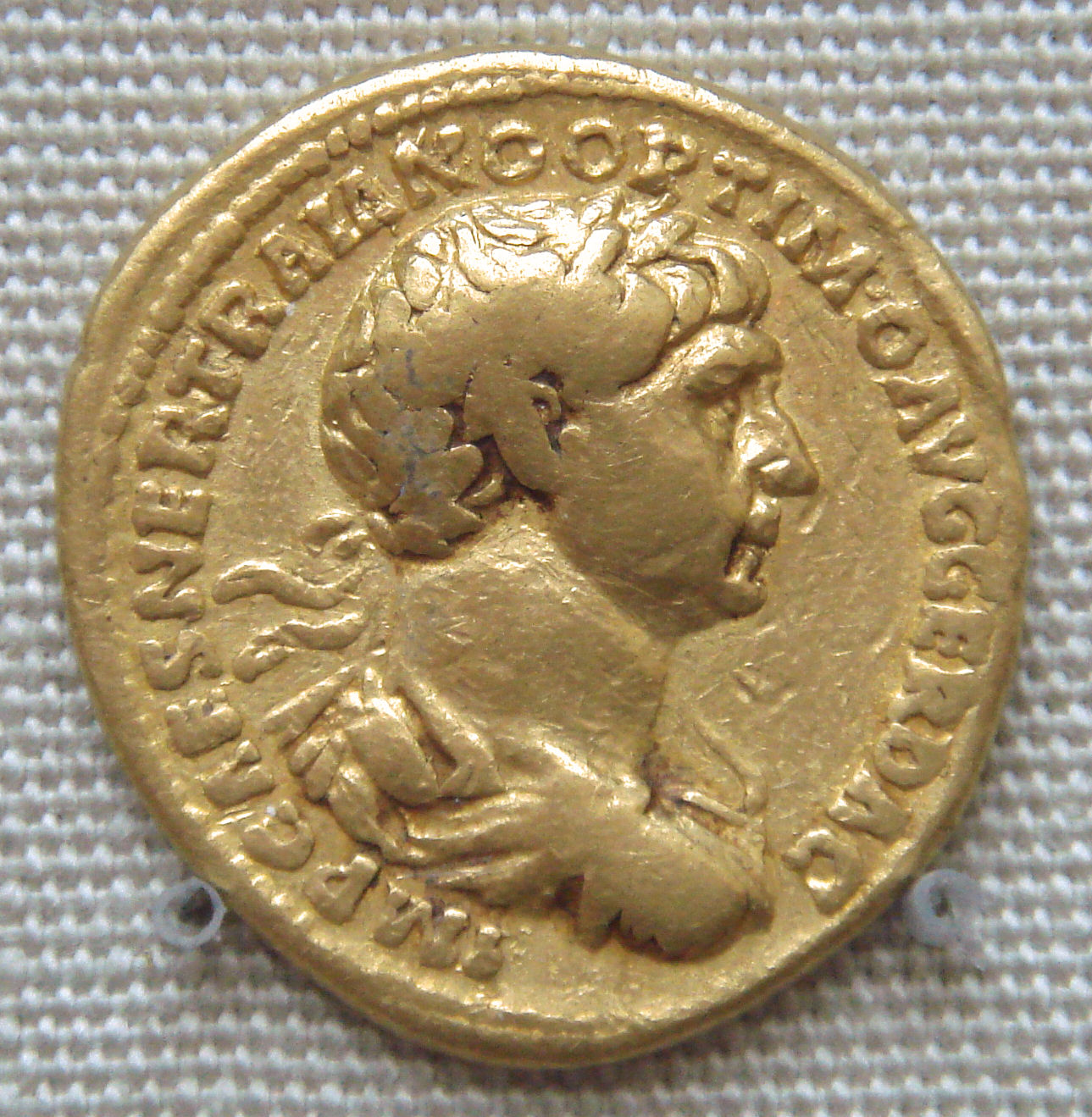
Moneta raffigurante Traiano, ritrovata insieme a monete raffiguranti il sovrano kusano Kanishka, al monastero buddista Ahin Posh, Afghanistan.

Dato che le scoperte a Bet Dwarka sono significative per la storia marittima della regione, gli archeologi hanno studiato i reperti in India. Nonostante le condizioni sfavorevoli relative alla collocazione dell'isola, questi oggetti hanno reso Bet Dwarka, come anche il resto dell'India occidentale, un importante centro di commercio. Come si può desumere dalla letteratura latina, Roma importava tigri indiane, rinoceronti, elefanti e serpenti per usarli in spettacoli circensi - un metodo utilizzato da Roma come intrattenimento per prevenire le rivolte. Si nota nel Periplo che le donne romane indossavano anche perle provenienti dall'oceano Indiano e utilizzavano una serie di erbe, spezie, pepe, bacche di goji, costus (Aucklandia costus), olio di sesamo e zucchero per la preparazione del cibo. L'indaco veniva usato come colore, mentre tessuti di cotone venivano usati come capi di vestiario. Inoltre, Roma importava dal subcontinente anche ebano per mobili, lime indiani, pesche e vari altri frutti per usi medicinali. L'India occidentale, di conseguenza, riceveva grandi somme di oro romano durante quest'epoca.
Per navigare lungo gli stretti golfi dell'India occidentale servivano delle speciali grandi imbarcazioni ed era anche richiesto un certo sviluppo nella cantieristica navale. All'entrata nel golfo, delle grandi navi chiamate trappaga e cotymba aiutavano a guidare le imbarcazioni straniere in modo sicuro fino al porto. Queste navi erano in grado di svolgere anche viaggi costali relativamente lunghi, come si può vedere dai diversi sigilli che le riproducevano. In ogni sigillo, alcune righe parallele probabilmente indicavano le travi delle navi, mentre al centro dell'imbarcazione si trovava un singolo albero con una base a treppiede.
Oltre alle recenti esplorazioni, gli stretti rapporti commerciali, insieme allo sviluppo nel campo della costruzione delle navi, sono state supportate dal ritrovamento di varie monete romane. Su queste monete erano rappresentate due navi con alberi imponenti. Così, queste rappresentazioni di navi indiane, originate sia dalle monete che dalla letteratura (Plinio e Pluriplus), suggeriscono uno sviluppo marittimo indiano dovuto alla crescita del commercio indo-romano. Inoltre, le monete d'argento romane scoperte nell'India occidentale risalgono al I, II e V secolo. Queste monete romane suggeriscono anche che la penisola indiana possedeva un rapporto commerciale marittimo stabile con Roma durante il I e II secolo d.C.. Le vie terrestri, durante il regno di Augusto, venivano anche utilizzate dagli ambasciatori indiani per raggiungere Roma.
Le scoperte fatte a Bet Dwarka e nelle altre zone sulla costa occidentale dell'India suggeriscono fortemente che sussistevano dei rapporti commerciali forti tra Roma e l'India durante i primi due secoli dell'era volgare. Il III secolo, tuttavia, rappresentò la fine del commercio indo-romano. La rotta marittima che collegava Roma all'India venne chiusa e come risultato il commercio ritornò a quello che era stato ai tempi precedenti all'espansione e all'esplorazione romana.

## Istituzione del commercio romano-indiano

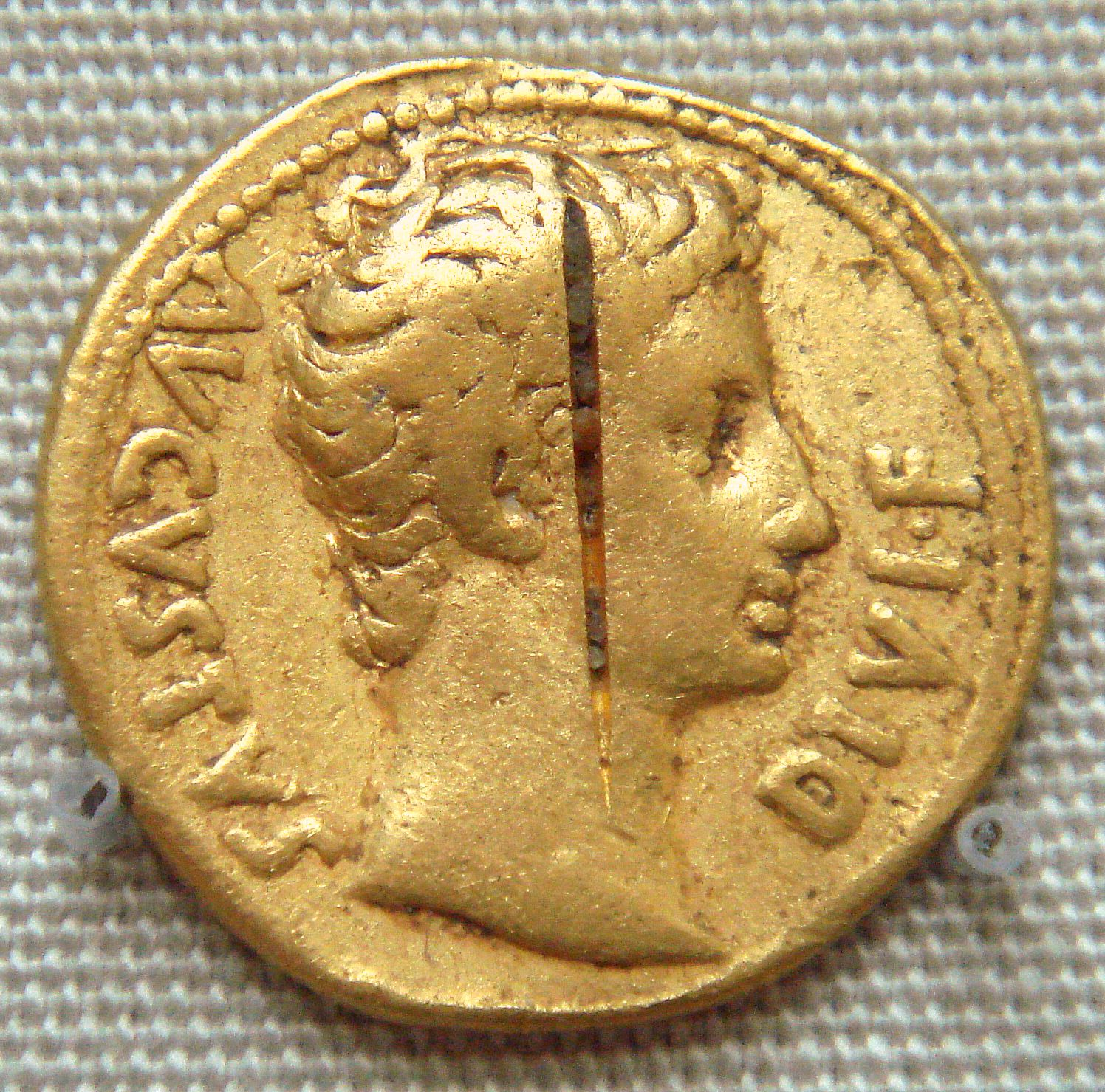
Moneta dell'imperatore romano Augusto ritrovata a Pudukottai, in India meridionale (British Museum).

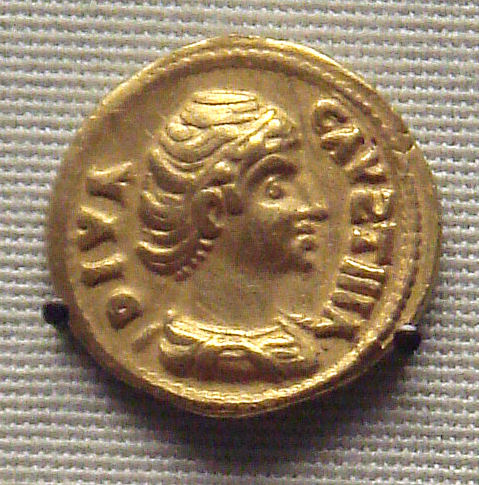
Copia indiana di un aureo raffigurante Faustina maggiore, II secolo d.C. British Museum.

Con la sostituzione del controllo greco con quello romano sul Mar Mediterraneo, fu rinforzato il commercio marittimo diretto con l'oriente e furono eliminate le tasse precedentemente riscosse dagli intermediari che controllavano le varie vie commerciali terrestri. La citazione di Strabone riguardo alla enorme crescita del volume commerciale dopo la conquista romana dell'Egitto suggerisce che in quell'epoca i monsoni erano conosciuti e sfruttati per il commercio.
Il commercio avviato da Eudosso di Cizico nel 130 a.C. continuò ad aumentare; secondo Strabone:
(Strabone, Geografia, II.5.12.)

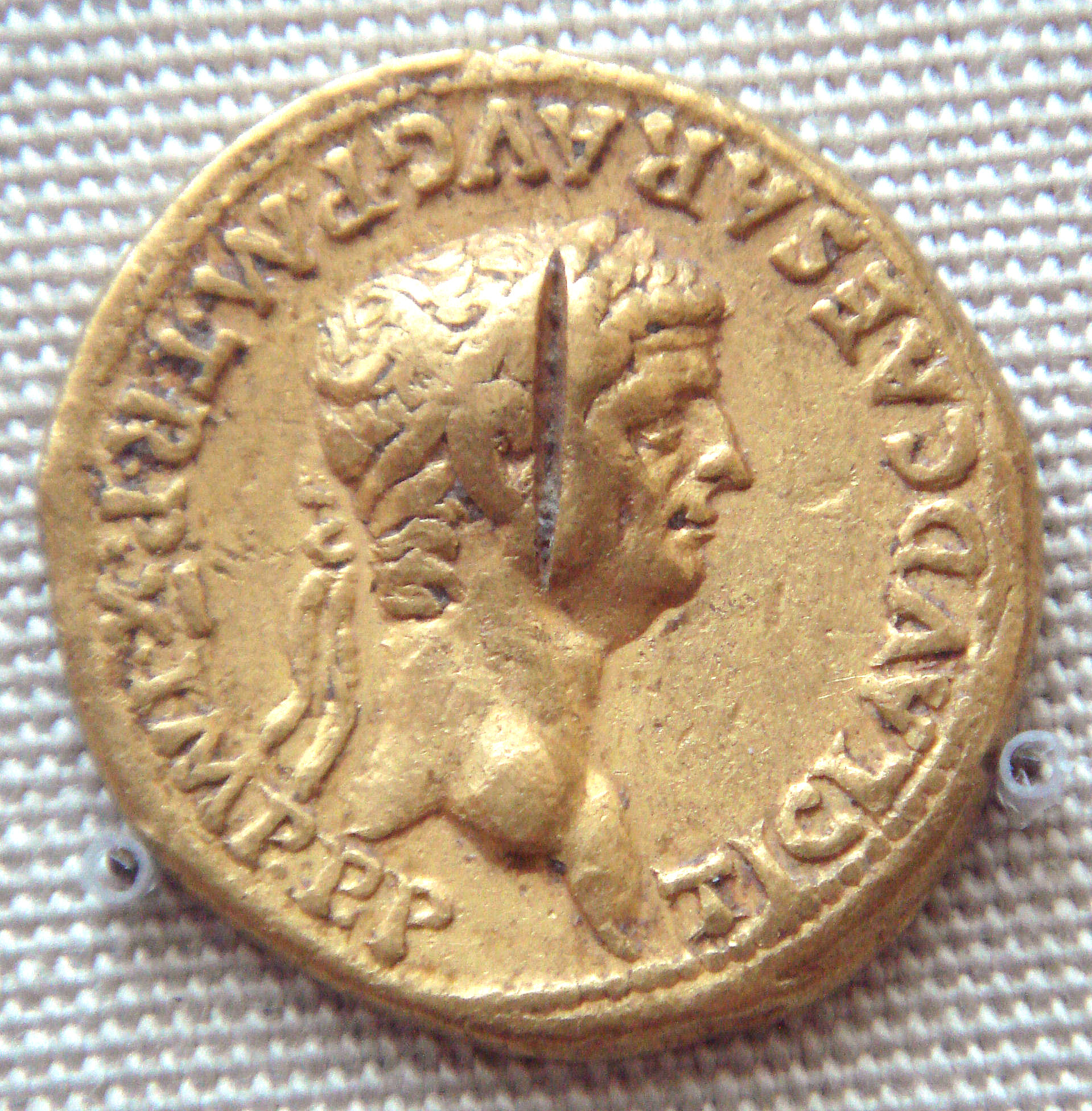
Moneta d'oro raffigurante Claudio (50-51 d.C.) ritrovata nell'India meridionale.
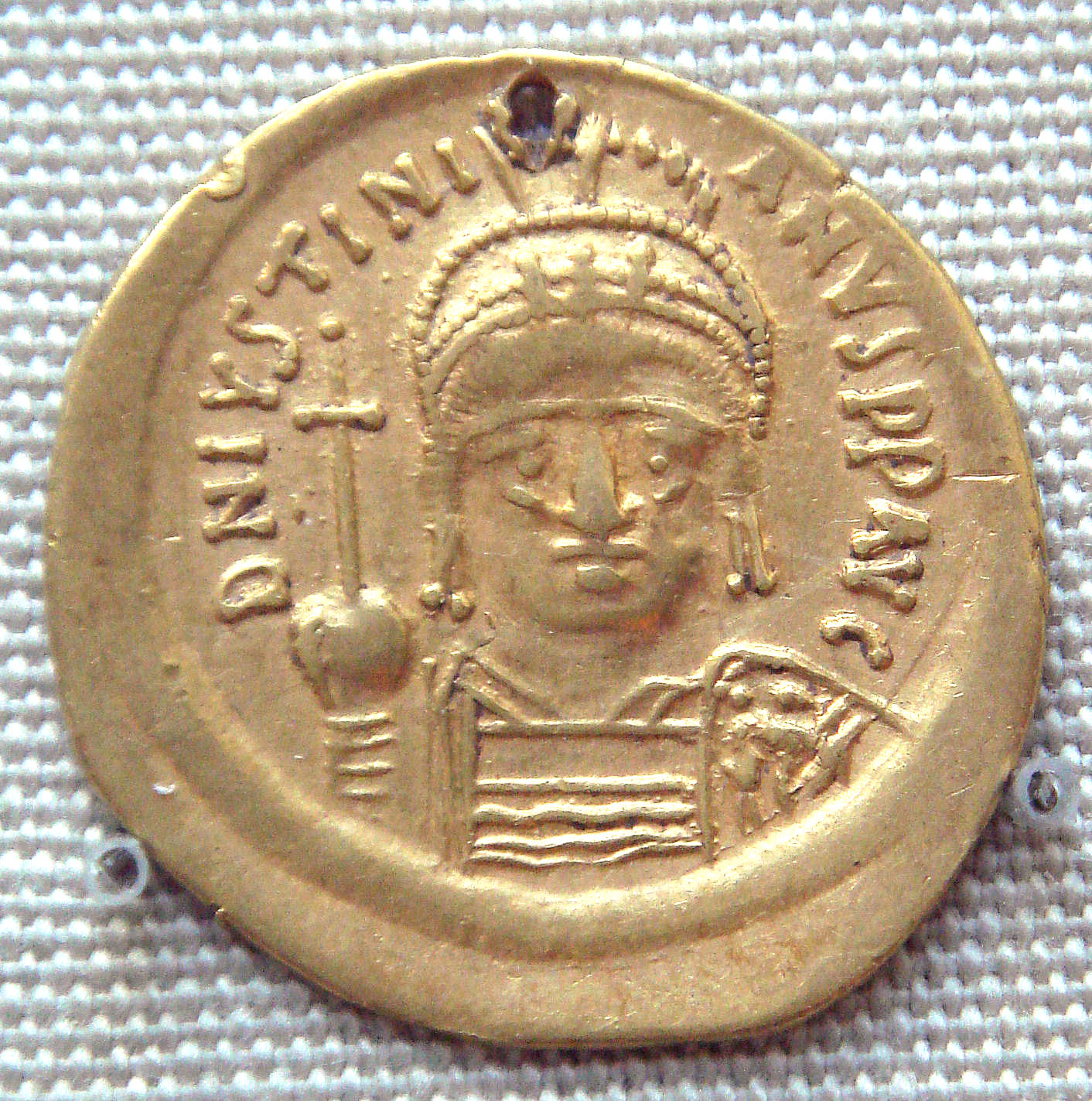
Moneta d'oro raffigurante Giustiniano I (527-565 d.C.) ritrovata in India, probabilmente nel sud.

Ai tempi di Augusto fino a 120 navi salpavano ogni anno da Myos Hormos verso l'India. Così tanto oro fu utilizzato in questo commercio, e apparentemente riutilizzato dai Kushan per il conio delle loro monete, che Plinio si lamentò della perdita di questa materia prima:
(Plinio, Historia Naturalis, XII.41.84)

## Commercio di animali esotici

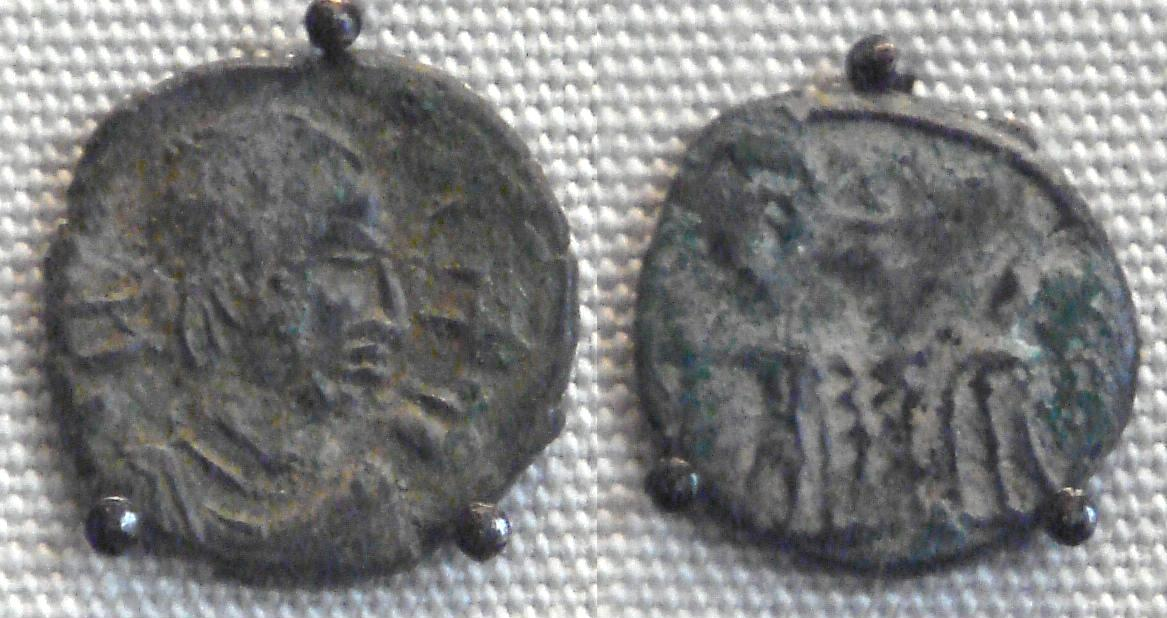
Imitazioni singalesi di monete romane del IV secolo, IV-VIII secolo d.C.

Ci sono prove di un commercio di animali tra i porti dell'oceano Indiano e il Mediterraneo. Questo si può vedere nei mosaici e affreschi ritrovati nei resti delle ville romane in Italia. Per esempio, la Villa del Casale contiene mosaici che rappresentano la cattura di animali in India, Indonesia e Africa. Il commercio intercontinentale di animali era una delle fonti di ricchezza per i proprietari della villa. Nell'Ambulacro della Grande Caccia la caccia e la cattura di animali è rappresentata in tale dettaglio da premettere l'identificazione delle specie. C'è una scena che mostra come distrarre una tigre con una sfera di vetro luccicante o uno specchio per poi sottrarne i cuccioli. Viene mostrata anche la tecnica della caccia alla tigre che impiega dei nastri rossi come metodo di distrazione. Nel mosaico ci sono anche numerosi altri animali come rinoceronti, un elefante indiano (riconoscibile dalle orecchie) con il suo conducente indiano, un pavone indiano e altri volatili esotici. Ci sono anche numerosi animali africani. Tigri, leopardi e leoni asiatici e africani venivano usati nelle arene e nei circhi. Il leone europeo era già estinto a quel tempo. Gli ultimi esemplari risiedevano probabilmente nella penisola balcanica e vennero cacciati per rifornire le arene. Gli uccelli e le scimmie intrattenevano gli ospiti delle varie ville. Anche nella Villa del Tellaro si trova un mosaico che mostra una tigre nella giungla nell'atto di attaccare un uomo con vestiti romani, probabilmente un cacciatore incauto. Gli animali venivano trasportati in gabbie via nave.

## Porti

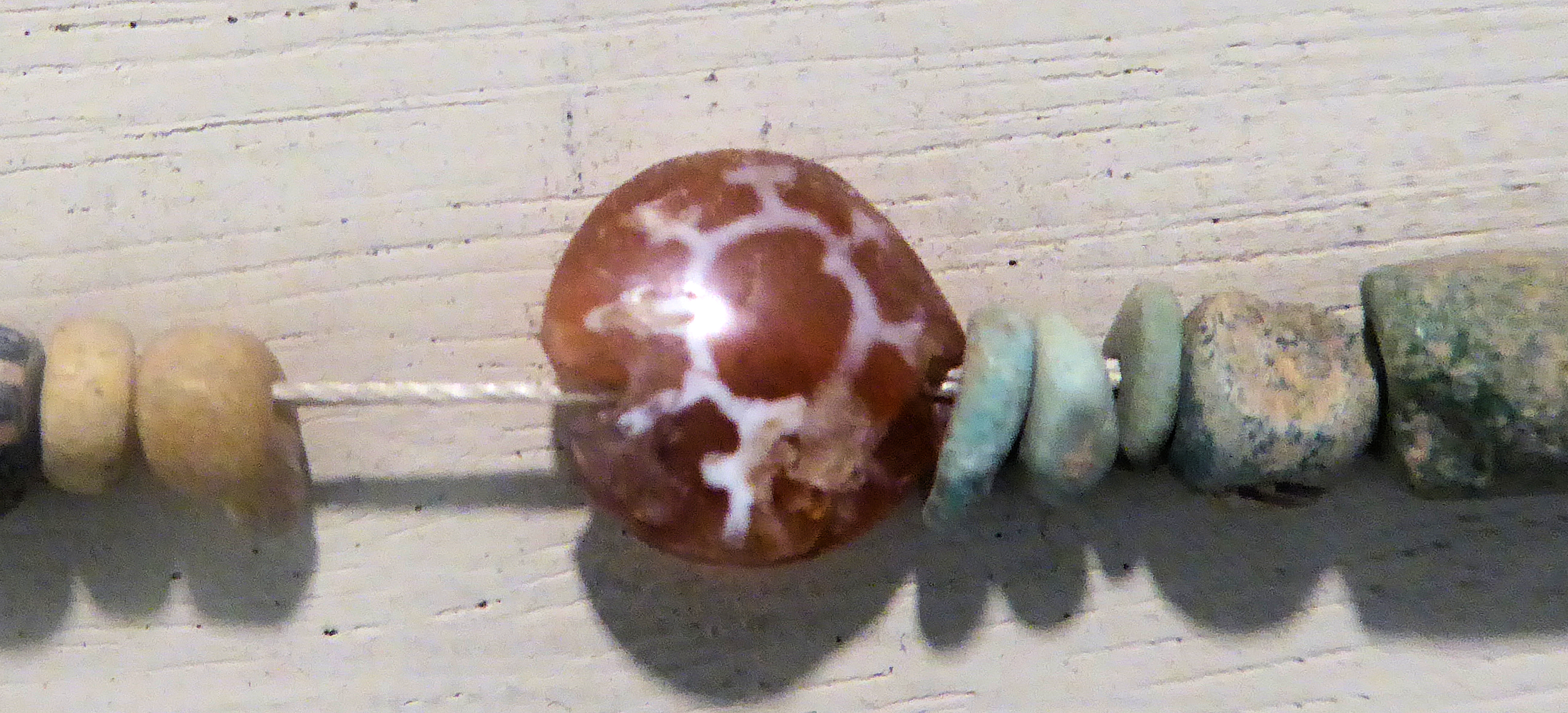
Perlina di corniola intagliata tipica indiana, ritrovata a Saft el Henna, Egitto tolemaico durante scavi sul periodo tolemaico. Petrie Museum.

### Porti romani
I tre principali porti romani coinvolti nel commercio con l'oriente furono Arsinoe-Clysma (Suez), Berenice e Myos Hormos; Arsinoe fu uno dei primi centri del commercio, ma venne ben presto eclissato dai più accessibili Myos Hormos e Berenice.

#### Arsinoe-Clysma

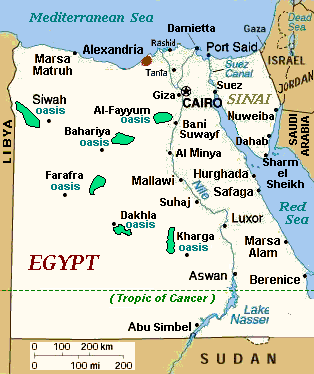
Porti egiziani sul Mar Rosso, tra cui Alessandria e Berenice

La dinastia tolemaica sfruttò la posizione strategica di Alessandria per controllare il commercio con l'India; pare che la via commerciale con l'oriente passasse inizialmente per il porto di Arsinoe-Clysma, l'attuale Suez. In epoca romana, i beni provenienti dall'Africa orientale arrivavano in uno dei tre principali porti, Arsinoe, Berenice o Myos Hormos. I Romani ripulirono il canale tolemaico che collegava il Nilo al porto di Arsinoe sul Mar Rosso, che nel frattempo era stato riempito di limo; questo fu uno dei tanti sforzi che l'amministrazione romana intraprese per spostare la maggior quantità possibile del traffico commerciale sulle rotte marittime.
Arsinoe fu alla fine oscurata dalla importanza crescente Myos Hermos. La navigazione verso i porti settentrionali, come Arsinoe-Clysma, divenne difficoltosa se paragonata a quella verso Myos Hermos a causa dei venti settentrionali presenti nel Golfo di Suez; avventurarsi in questi porti settentrionali significava anche correre il rischio di incorrere in secche, scogli sommersi e correnti insidiose.

#### Myos HormoseBerenice
Myos Hormos e Berenice sembrano essere stati importanti porti commerciali nell'antichità, probabilmente usati dai commercianti egizi sotto i faraoni e sotto i Tolomei prima della caduta sotto il controllo romano.
Il sito di Berenice, fin dalla sua scoperta effettuata da Giovanni Battista Belzoni (1818), è stato collegato alle rovine nei pressi di Ras Banas nell'Egitto meridionale.
Al contrario, la posizione precisa di Myos Hormos non è certa. I valori di longitudine e latitudine del Geografia di Tolomeo farebbero pensare ad Abu Sha'ar, mentre gli scritti della letteratura classica e le immagini satellitari permetterebbero di identificarlo con Quesir el-Quadim al termine della strada fortificata che partiva da Copto, sul Nilo. Il sito di Quesir el-Quadim è stato associato a Myos Hormos anche dopo gli scavi eseguiti a el-Zerqa, a metà di questa strada, che portarono alla luce degli ostraka che suggeriscono che il porto alla fine della strada sia Myos Hormos.

### Porti indiani

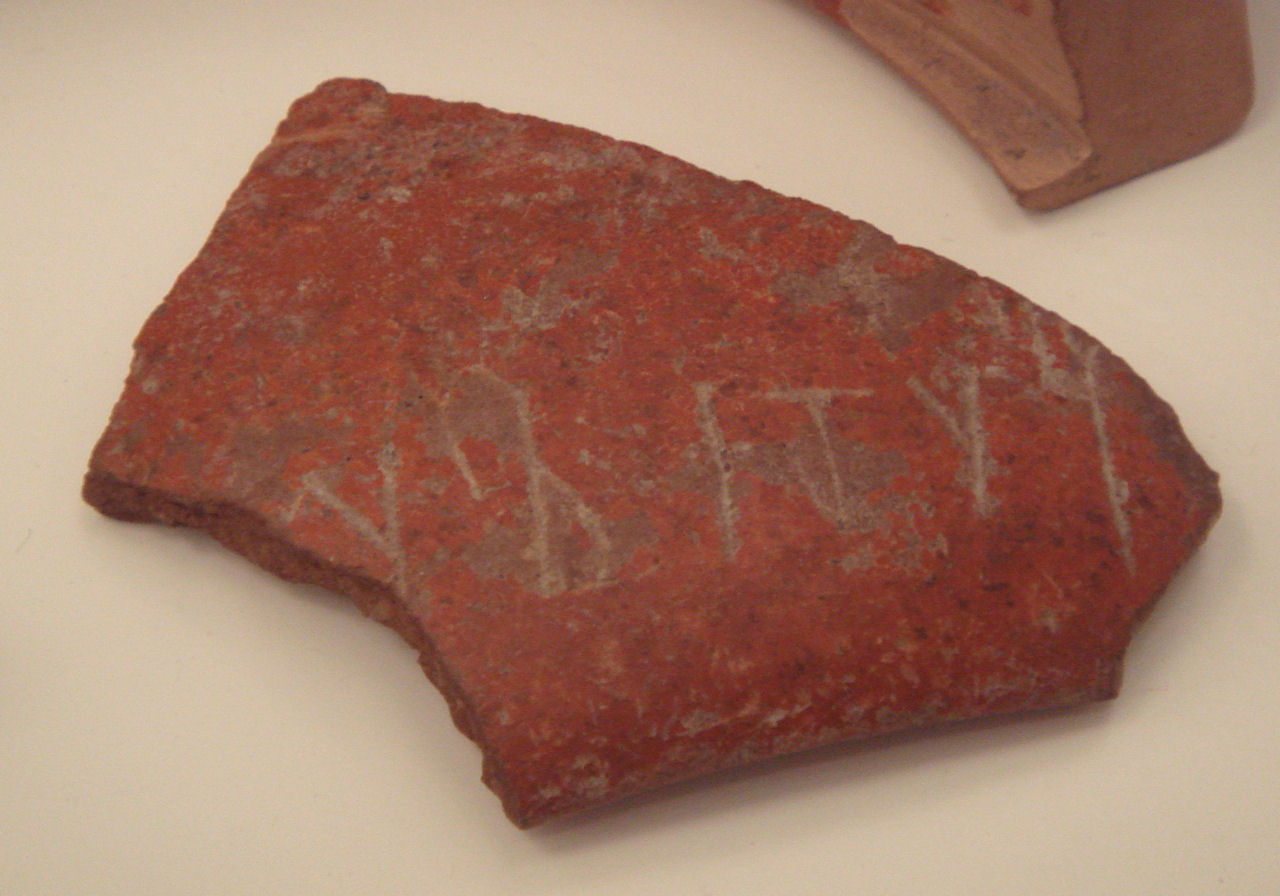
Coccio di vasellame romano proveniente da Arezzo, trovato a Virampatnam, Arikamedu (I secolo, Museo Guimet).

In India, i porti di Barbaricum (nei pressi dell'attuale Karachi, in Pakistan), Barygaza, Muziris e Arikamedu (sulla punta meridionale dell'India) erano i principali centri di questo commercio. Il Periplus maris erythraei descrive i mercanti greco-romani nell'atto di vendere a Barbaricum «piccoli vestiti, biancheria ricamata, topazi, coralli, ambra, franchincenso, vasi in vetro, argento e oro, e un po' di vino» in cambio di «costus, bdellium, lycium, nardus, turchesi, lapislazzuli, abiti serici, abiti di cotone, filati di seta e indaco»; a Barygaza potevano comprare grano, riso, olio di sesamo, cotone e vestiti.

#### Barygaza
Il commercio con Barygaza (poi diventata Bharuch), sotto il controllo del satrapo occidentale Nahapana ("Nambanus"), era particolarmente fiorente:
(Periplus Maris Erythraei, paragrafo 49)

#### Muziris

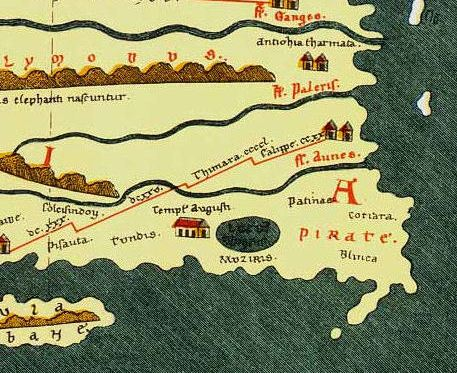
Muziris, mostrata sulla Tavola Peutingeriana

Muziris (poi diventata Kodungallur) è una città portuale dello stato di Kerala (India meridionale), tra i maggiori centri di commercio con l'impero romano. Grandi mucchi di monete ed innumerevoli lotti di anfore, trovati nella città di Pattanam, hanno stimolato l'interesse archeologico per il riconoscimento geografico di questa città portuale.
Secondo il Periplus, molti marinai greci intrattenevano un intenso commercio con Muziris:
(Periplus Maris Erythraei, 53-54)

#### Arikamedu
Il Periplus Maris Erythraei cita un mercato chiamato Poduke (cap. 60), che G.W.B. Huntingford identifica con buona probabilità con Arikamedu (nel ventunesimo secolo parte di Ariyankuppam), a circa tre chilometri dall'odierna Pondicherry. Huntingford trovò anche vasellame romano ad Arikamedu nel 1937, e scavi archeologici tra il 1944 ed il 1949 dimostrarono che fu "una stazione commerciale in cui venivano importati beni di fattura romana durante la prima metà del I secolo d.C.".

## Scambi culturali

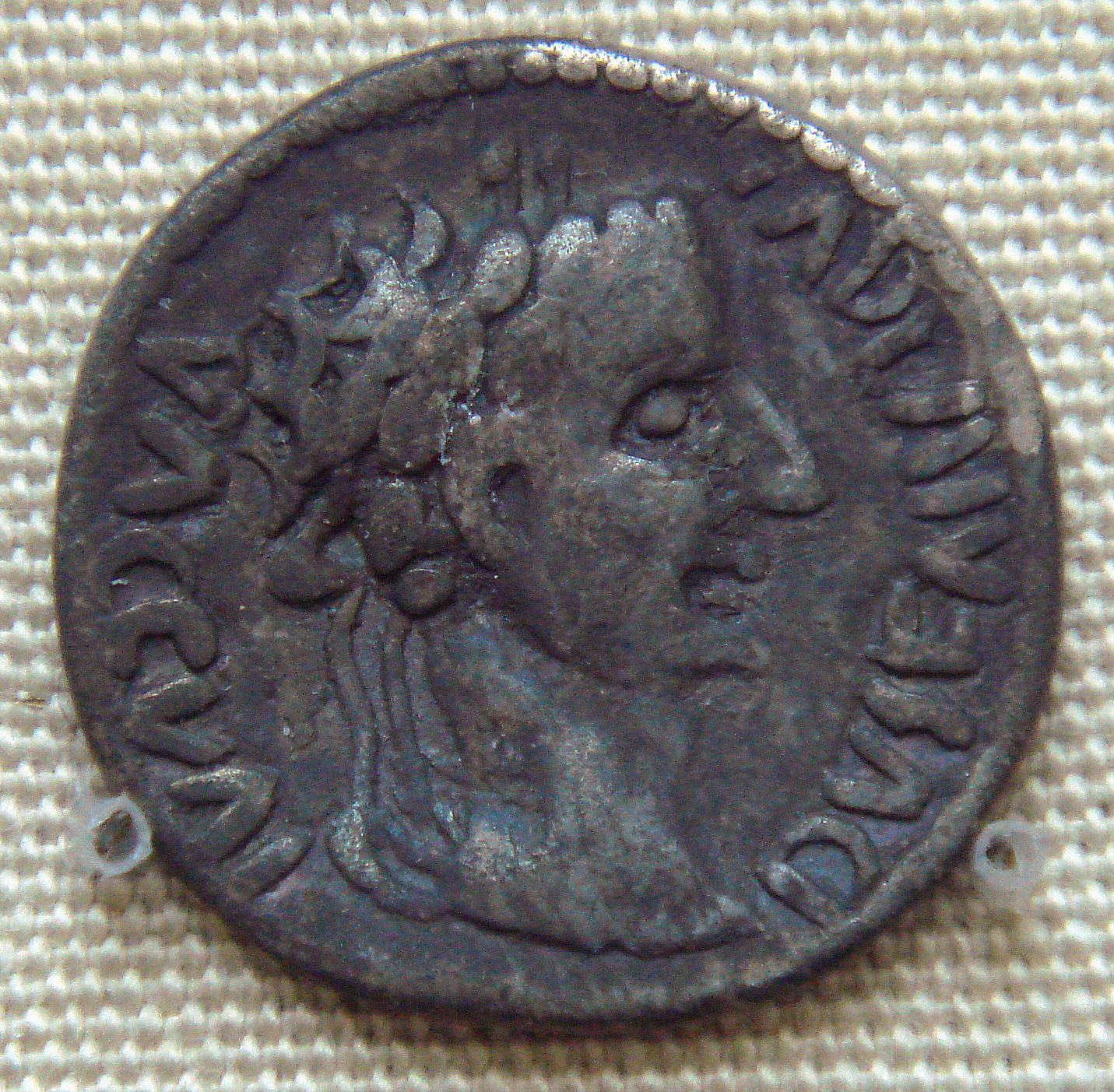
Imitazione indiana risalente al I secolo di una moneta di Augusto, British Museum

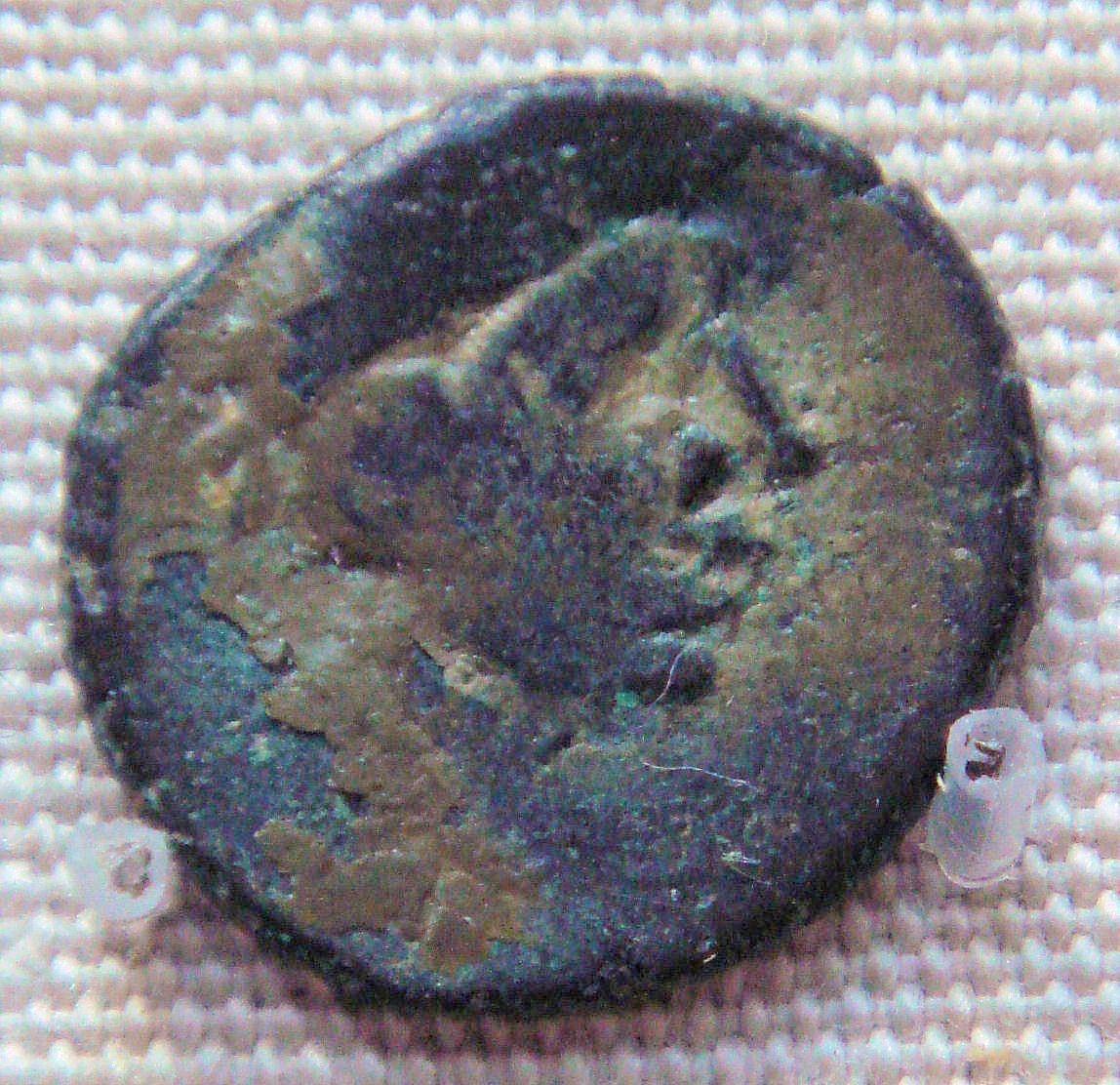
Imitazione in bronzo di una moneta romana, Sri Lanka, IV-VIII secolo d.C.

Il commercio tra Roma e India vide anche numerosi scambi culturali che modificarono entrambe le civiltà coinvolte. Il regno etiope di Axum era coinvolto nella rete commerciale dell'Oceano Indiano, e venne influenzato dalla cultura romana e dall'architettura indiana. Tracce di influenza indiana sono visibili nelle lavorazioni romane di argento e avorio, o nelle fabbriche di seta e cotone egiziane che vendevano i loro prodotti in Europa. La presenza indiana ad Alessandria potrebbe aver influenzato la cultura, ma si conosce poco di come questo sia avvenuto. Clemente Alessandrino cita il Gautama Buddha nei suoi scritti, ed altre religioni indiane vengono descritte in altri testi dello stesso periodo.

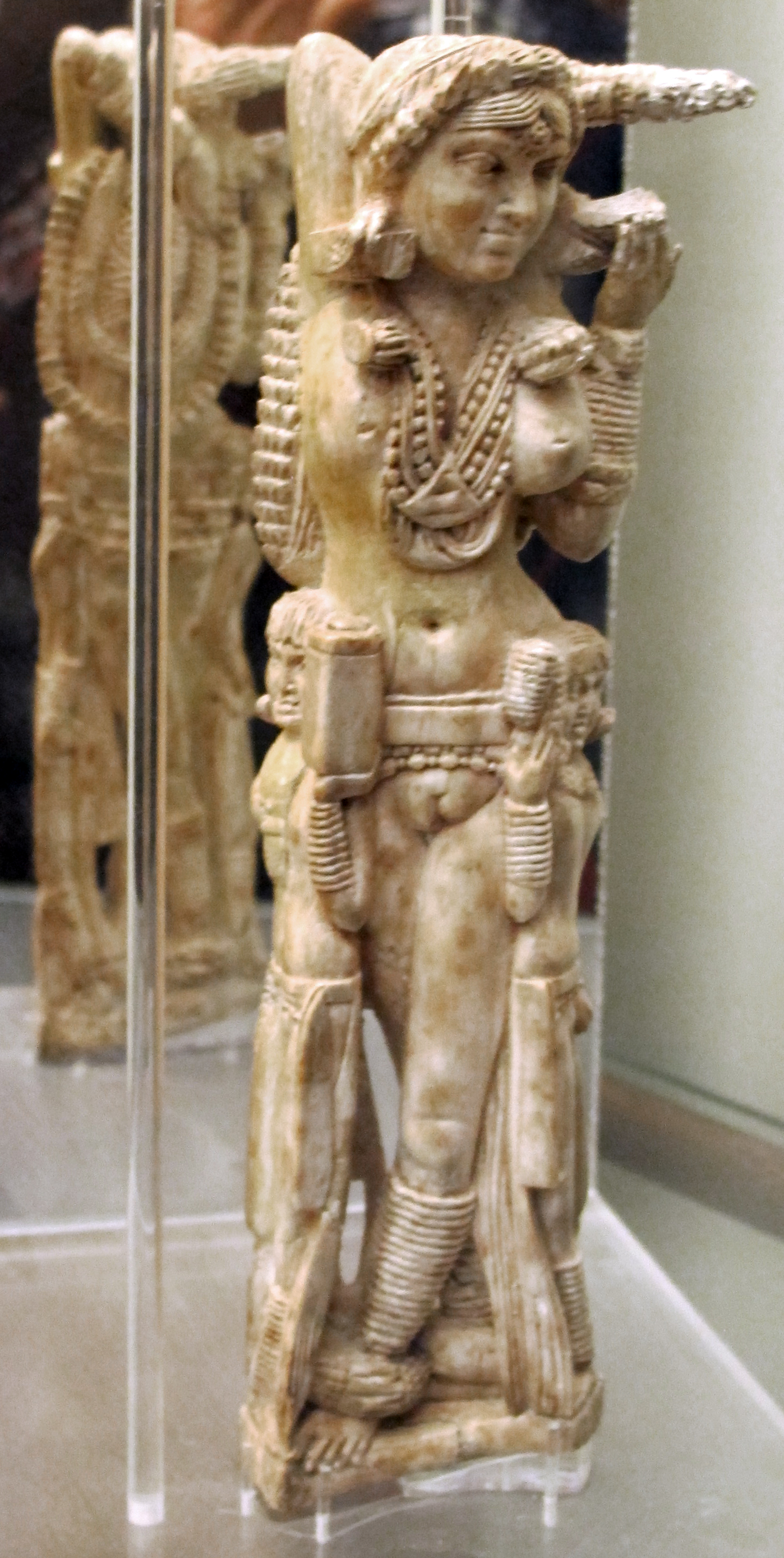
L'arte indiana si ritrova anche in Italia: nel 1938 la Lakshmi pompeiana venne ritrovata tra le rovine di Pompei (distrutta da un'eruzione vulcanica del Vesuvio nel 79 d.C.)

Anche la Cina durante la dinastia Han potrebbe essere stata coinvolta nel commercio romano, come le Storie cinesi sembrano testimoniare, descrivendo l'approdo a Rinan (Jianzhi) nel Vietnam meridionale di ambasciate romane negli anni 166, 226 e 284. Monete romane e altri oggetti di manifattura romana in vetro e argento sono stati ritrovati in Cina, mentre in Vietnam, specialmente a Oc Eo (appartenente al Regno di Funan) sono stati rinvenuti, oltre alle monete romane, braccialetti, perline di vetro, una lampada di bronzo e medaglioni del periodo Antonino. Il Periplo del I secolo segnala la presenza di uno stato chiamato This, dove una grande città di nome Thinae (equivalente alla Sinae della Geografia di Tolomeo) produceva seta e la esportava a Battria prima che essa viaggiasse via terra verso Bharuch in India e lungo il fiume Gange. Mentre Marino di Tiro e Tolomeo forniscono resoconti vaghi rispetto al golfo del Siam e al sud-est asiatico, Cosma Indicopleuste, monaco greco di Alessandria che era stato mercante, parla chiaramente della Cina nel suo Topographia Christiana (c. 550), includendo istruzioni su come raggiungerla via mare e descrivendo il suo coinvolgimento nel commercio dei chiodi di garofano che si estendeva fino a Ceylon. Confrontando la piccola quantità di monete romane ritrovate in Cina rispetto all'India, Warwick Ball afferma che la maggior parte della seta cinese acquistata dai romani veniva in realtà acquistata in India, lasciando alla rotta terrestre che attraversava l'antica Persia un ruolo secondario.
Coloni cristiani ed ebrei provenienti da Roma continuarono a vivere in India molto dopo il declino di questo commercio bilaterale. Molte monete romane sono state trovate in India, specialmente nei centri marittimi del sud. I re dell'India meridionale riconiarono le monete romane sostituendo la propria effigie a quella dell'imperatore romano, come per dimostrare la propria sovranità. Citazioni del commercio si trovano anche nella letteratura Sangam in lingua tamil dell'India. Una di queste citazioni dice: "Le bellissime navi costruite dagli Yona arrivavano con oro e ripartivano con spezie, e Muziris risonava di grida."

## Declino

### Declino romano

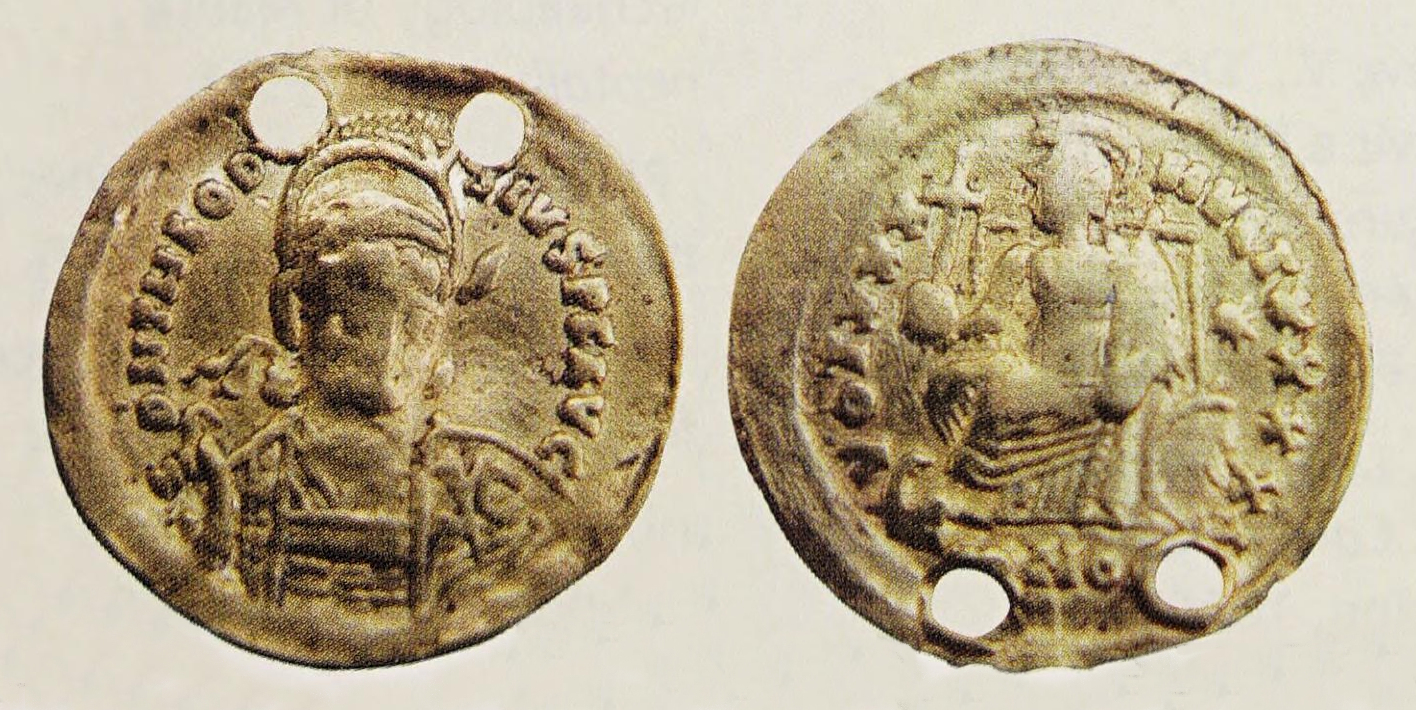
Moneta raffigurante il bizantino Teodosio II, ritrovata negli scavi di un monastero presso le grotte di Ajanta, India

Il commercio iniziò a declinare a partire dalla metà del III secolo durante una crisi dell'Impero romano, ma si riprese nel secolo successivo fino agli inizi del VII secolo, quando Cosroe II, Scià dell'Impero sasanide, occupò le regioni romane della Mezzaluna Fertile e dell'Egitto finché non fu sconfitto alla fine del 627 dall'imperatore bizantino Eraclio, dopodiché i territori che erano stati persi vennero restituiti ai romani d'oriente. Cosma Indicopleuste ("Cosma che viaggiò in India") era un mercante greco-egiziano, poi monaco, che scrisse dei suoi viaggi commerciali verso l'India e lo Sri Lanka durante il VI secolo.
Ai tempi di Giustiniano, l'Egitto bizantino importava spezie dall'India tramite l'Etiopia. Tali scambi commerciali potrebbero però aver facilitato la diffusione della disastrosa epidemia di peste del 542 che, originatasi in Etiopia, si sarebbe diffusa tramite i commerci prima in Egitto e poi nelle altre zone dell'Impero. La peste del 542 provocò la crisi dei commerci.

### Distruzione dell'impero Gupta da parte degli Unni
In India, le invasioni degli Unni Alchon (496-534 d.C.) sembrerebbero aver danneggiato severamente il commercio con l'Europa e l'Asia centrale. L'Impero Gupta aveva beneficiato notevolmente del commercio indo-romano, esportando numerosi beni di lusso come seta, oggetti in pelle, pellicce, manufatti in ferro, avorio, perla e pepe da centri come Nashik, Paithan, Pataliputra e Varanasi. Le invasioni unne probabilmente interruppero questi rapporti commerciali fermando anche il flusso di ricavato delle relative tasse. Poco dopo queste invasioni, l'Impero Gupta, già indebolito a causa delle stesse e dell'insorgere dei governatori locali, cadde. A seguito delle invasioni, l'India settentrionale fu lasciata nello scompiglio, portando allo sviluppo di numerose piccole potenze indiane che emersero dopo il crollo della dinastia Gupta.

### Espansione araba
Maometto, 622-632
     Califfato patriarcale, 632-661
     Califfato di Umayyad, 661-750

Espansione musulmana (622-750).
Maometto, 622-632
Califfato patriarcale, 632-661
Califfato di Umayyad, 661-750

Gli Arabi, guidati da 'Amr ibn al-'As, arrivarono in Egitto verso la fine del 639 o l'inizio del 640 d.C.. Questa avanzata segnalò l'inizio della conquista islamica dell'Egitto. La conquista di Alessandria e del resto della regione portò alla fine di un commercio romano col subcontinente che era durato 670 anni.
La regione dell'India meridionale Tamil volse la sua attenzione per il commercio internazionale verso il sud-est asiatico, dove la cultura indiana ebbe un effetto su quella nativa maggiore di quanto non avesse avuto sui romani, come si può vedere dall'adozione dell'induismo e successivamente buddismo in quest'area. Tuttavia, la conoscenza del subcontinente indiano e del suo commercio venne preservata nei libri dei bizantini ed è probabile che la corte imperiale tenesse ancora qualche forma di relazione diplomatica con la regione perlomeno fino al regno di Costantino VII, vedendoci un alleato contro l'influenza sempre crescente degli stati islamici in Medio Oriente e in Persia, come testimonia un'opera sui cerimoniali chiamata De Ceremoniis.
I turchi ottomani conquistarono Costantinopoli nel XV secolo (1453), segnando l'inizio del controllo turco sulle rotte commerciali più dirette tra Europa e Asia. Gli ottomani inizialmente interruppero totalmente il commercio orientale con l'Europa, spingendo quindi gli europei a cercare una via marittima che circumnavigasse l'Africa, portando all'Età delle scoperte europee e successivamente alla crescita del mercantilismo e del colonialismo.